# 44-й меридіан східної довготи
44-й меридіан східної довготи — лінія довготи, що лежить на 44 градусів східніше Гринвіцького меридіана. Вона проходить від Північного полюса через Північний Льодовитий океан, Європу, Азію, Африку, Індійський океан, Південний океан та Антарктиду до Південного полюса.
44-й меридіан східної довготи формує велике коло разом із 136-тим меридіаном західної довготи.

## Список географічних об'єктів, що перетинає 44° сх. д.
Починаючи на Північному полюсі та рухаючись до Південного полюса, 44-й меридіан східної довготи проходить через:
| Координати                                                 | Країна, територія або море | Примітки                                                                            |
| ---------------------------------------------------------- | -------------------------- | ----------------------------------------------------------------------------------- |
| 90°0′ пн. ш. 44°0′ сх. д. / 90.000° пн. ш. 44.000° сх. д.  | Північний Льодовитий океан |                                                                                     |
| 80°34′ пн. ш. 44°0′ сх. д. / 80.567° пн. ш. 44.000° сх. д. | Баренцове море             |                                                                                     |
| 68°33′ пн. ш. 44°0′ сх. д. / 68.550° пн. ш. 44.000° сх. д. | Росія                      | Проходить через півострів Канін                                                     |
| 68°23′ пн. ш. 44°0′ сх. д. / 68.383° пн. ш. 44.000° сх. д. | Біле море                  |                                                                                     |
| 67°34′ пн. ш. 44°0′ сх. д. / 67.567° пн. ш. 44.000° сх. д. | Росія                      | Проходить через півострів Канін                                                     |
| 67°10′ пн. ш. 44°0′ сх. д. / 67.167° пн. ш. 44.000° сх. д. | Біле море                  | Мезенська губа                                                                      |
| 66°5′ пн. ш. 44°0′ сх. д. / 66.083° пн. ш. 44.000° сх. д.  | Росія                      | Проходить через Нижній Новгород                                                     |
| 42°35′ пн. ш. 44°0′ сх. д. / 42.583° пн. ш. 44.000° сх. д. | Грузія                     | Проходить через частково визнану Південну Оситію, окуповану Росією територію Грузії |
| 42°11′ пн. ш. 44°0′ сх. д. / 42.183° пн. ш. 44.000° сх. д. | Грузія                     |                                                                                     |
| 41°10′ пн. ш. 44°0′ сх. д. / 41.167° пн. ш. 44.000° сх. д. | Вірменія                   |                                                                                     |
| 40°1′ пн. ш. 44°0′ сх. д. / 40.017° пн. ш. 44.000° сх. д.  | Туреччина                  |                                                                                     |
| 37°18′ пн. ш. 44°0′ сх. д. / 37.300° пн. ш. 44.000° сх. д. | Ірак                       | Проходить західніше Ербіля                                                          |
| 29°44′ пн. ш. 44°0′ сх. д. / 29.733° пн. ш. 44.000° сх. д. | Саудівська Аравія          |                                                                                     |
| 17°22′ пн. ш. 44°0′ сх. д. / 17.367° пн. ш. 44.000° сх. д. | Ємен                       |                                                                                     |
| 12°36′ пн. ш. 44°0′ сх. д. / 12.600° пн. ш. 44.000° сх. д. | Індійський океан           | Аденська затока                                                                     |
| 10°39′ пн. ш. 44°0′ сх. д. / 10.650° пн. ш. 44.000° сх. д. | Сомалі                     | Проходить через Сомаліленд — західніше Харгейси                                     |
| 9°0′ пн. ш. 44°0′ сх. д. / 9.000° пн. ш. 44.000° сх. д.    | Ефіопія                    |                                                                                     |
| 4°57′ пн. ш. 44°0′ сх. д. / 4.950° пн. ш. 44.000° сх. д.   | Сомалі                     |                                                                                     |
| 1°5′ пн. ш. 44°0′ сх. д. / 1.083° пн. ш. 44.000° сх. д.    | Індійський океан           | Проходить між островами Мохелі та Анжуан, Коморські Острови                         |
| 17°21′ пд. ш. 44°0′ сх. д. / 17.350° пд. ш. 44.000° сх. д. | Мадагаскар                 | Проходить через острів Мадагаскар                                                   |
| 17°44′ пд. ш. 44°0′ сх. д. / 17.733° пд. ш. 44.000° сх. д. | Мозамбіцька протока        |                                                                                     |
| 20°45′ пд. ш. 44°0′ сх. д. / 20.750° пд. ш. 44.000° сх. д. | Мадагаскар                 | Проходить через острів Мадагаскар                                                   |
| 24°51′ пд. ш. 44°0′ сх. д. / 24.850° пд. ш. 44.000° сх. д. | Індійський океан           |                                                                                     |
| 60°0′ пд. ш. 44°0′ сх. д. / 60.000° пд. ш. 44.000° сх. д.  | Південний океан            |                                                                                     |
| 68°2′ пд. ш. 44°0′ сх. д. / 68.033° пд. ш. 44.000° сх. д.  | Антарктида                 | Проходить через Землю Королеви Мод (претендує Норвегія)                             |